# Temporada 2025 del Campeonato de Fórmula 3 de la FIA
La temporada 2025 del Campeonato de Fórmula 3 de la FIA es la séptima edición de la categoría. Todas las rondas se disputan como soporte a los Grandes Premios de Fórmula 1.
Rafael Câmara se consagró campeón de esta edición en su año como debutante.

## Escuderías y pilotos
Todos compiten con el chasis Dallara F3 2025 motorizado por un Mecachrome V6 3.4 y con neumáticos Pirelli.
| Escudería             | N.º | Piloto                   | Rondas   |
| --------------------- | --- | ------------------------ | -------- |
| Prema Racing          | 1   | Brando Badoer            | 1-9      |
| Prema Racing          | 2   | Noel León                | 1-9      |
| Prema Racing          | 3   | Ugo Ugochukwu            | 1-9      |
| Trident               | 4   | Noah Strømsted           | 1-9      |
| Trident               | 5   | Rafael Câmara            | 1-9      |
| Trident               | 6   | Charlie Wurz             | 1-9      |
| ART Grand Prix        | 7   | Laurens van Hoepen       | 1-9      |
| ART Grand Prix        | 8   | Tuukka Taponen           | 1-9      |
| ART Grand Prix        | 9   | James Wharton            | 1-9      |
| Campos Racing         | 10  | Mari Boya                | 1-9      |
| Campos Racing         | 11  | Tasanapol Inthraphuvasak | 1-9      |
| Campos Racing         | 12  | Nikola Tsolov            | 1-9      |
| Hitech TGR            | 14  | Martinius Stenshorne     | 1-9      |
| Hitech TGR            | 15  | Joshua Dufek             | 1-4      |
| Hitech TGR            | 15  | Jesse Carrasquedo Jr.    | 5-6      |
| Hitech TGR            | 15  | Nikita Johnson           | 7, 9     |
| Hitech TGR            | 15  | Freddie Slater           | 8        |
| Hitech TGR            | 16  | Gerrard Xie              | 1-9      |
| MP Motorsport         | 17  | Tim Tramnitz             | 1-9      |
| MP Motorsport         | 18  | Bruno del Pino           | 1-9      |
| MP Motorsport         | 19  | Alessandro Giusti        | 1-9      |
| Van Amersfoort Racing | 20  | Théophile Naël           | 1-9      |
| Van Amersfoort Racing | 21  | Santiago Ramos           | 1-9      |
| Van Amersfoort Racing | 22  | Ivan Domingues           | 1-9      |
| Rodin Motorsport      | 23  | Callum Voisin            | 1-9      |
| Rodin Motorsport      | 24  | Louis Sharp              | 1-9      |
| Rodin Motorsport      | 25  | Roman Bilinski           | 1-9      |
| AIX Racing            | 26  | Javier Sagrera           | 1-2      |
| AIX Racing            | 26  | James Hedley             | 3-4, 6-9 |
| AIX Racing            | 26  | José Garfias             | 5        |
| AIX Racing            | 27  | Nicola Marinangeli       | 1-9      |
| AIX Racing            | 28  | Nikita Bedrin            | 1        |
| AIX Racing            | 28  | Freddie Slater           | 2        |
| AIX Racing            | 28  | Brad Benavides           | 3-9      |
| DAMS Lucas Oil        | 29  | Nicola Lacorte           | 1-5, 7-9 |
| DAMS Lucas Oil        | 29  | Nikita Johnson           | 6        |
| DAMS Lucas Oil        | 30  | Matías Zagazeta          | 1-9      |
| DAMS Lucas Oil        | 31  | Christian Ho             | 1-9      |
| Fuentes:              |     |                          |          |

### Cambios de escuderías
- Después de 15 años corriendo en la Fórmula 3 y en su predecesora, la GP3 Series, Jenzer Motorsport dejó la categoría una vez finalizada la temporada 2024 para centrarse en las categorías de Fórmula 4.[5] En su lugar se incorporó la escudería francesa DAMS Lucas Oil, que hace su regreso tras competir por última vez en 2016 y 2017 en la predecesora GP3.[3]

### Cambios de pilotos

#### En pretemporada
- Charlie Wurz abandonó Jenzer Motorsport y pasó a Trident en su segundo año en la Fórmula 3.[6]
- Campos Racing retiene a Mari Boya en su tercer año en la F3.[7]
- Prema Racing fichó al joven piloto Ugo Ugochukwu, proveniente del Campeonato de Fórmula Regional Europea.[8]
- El campeón 2024 del Campeonato GB3 Louis Sharp, dio el salto a la F3 de la mano de Rodin Motorsport.[9]
- Tasanapol Inthraphuvasak pasó de AIX Racing a Campos Racing para 2025, su segunda temporada.[10]
- El italiano Brando Badoer es nuevo piloto de Prema Racing en su temporada debut en la Fórmula 3.[11]
- Noah Strømsted corre a tiempo completo en la temporada 2025 con Trident tras ser piloto reemplazante el año pasado.[12]
- Hitech Pulse-Eight oficializó el fichaje de Gerrard Xie, proveniente de la Fórmula Regional, Eurofórmula Open, Eurocup-3, entre otras categorías.[13]
- Laurens van Hoepen renovó su contrato con ART Grand Prix para disputar su segunda temporada con el equipo francés.[14]
- Martinius Stenshorne renovó su contrato con Hitech.[15]
- Tuukka Taponen, proveniente de la Fórmula Regional, corre a tiempo completo con ART Grand Prix.[16]
- El campeón 2024 del Campeonato de Fórmula Regional Europea Rafael Câmara, completó la alineación de Trident.[17]
- ART cuenta con el debutante australiano James Wharton.[18]
- Noel León dejó Van Amersfoort Racing para fichar por Prema Racing.[19]
- MP Motorsport retiene a Tim Tramnitz en su segundo año en la competición.[20]
- Matías Zagazeta, proveniente de Jenzer, es piloto de DAMS Lucas Oil.[21]
- MP Motorsport cuenta con el debutante Bruno del Pino, piloto proveniente de Eurocup-3.[22]
- Callum Voisin renovó su contrato con Rodin Motorsport para 2025.[23]
- El protegido de Alpine, Nicola Lacorte, es piloto titular de DAMS Lucas Oil tras competir en la Fórmula Regional de Oceanía y de Europa en 2024.[24]
- Rodin Motorsport alineó a Roman Bilinski, ganador del Campeonato de Fórmula Regional de Oceanía en 2024.[25]
- El exprotegido de Alpine, Nikola Tsolov, pasó a Campos Racing tras dos temporadas en ART Grand Prix.[26]
- El francés Théophile Naël, proveniente de la Fórmula Regional Europea, es nuevo piloto de Van Amersfoort Racing.[27]
- El subcampeón 2024 de Eurocup-3 Javier Sagrera, es piloto titular de AIX Racing.[28]
- MP Motorsport completó su alineación con el francés Alessandro Giusti.[29]
- Joshua Dufek abandonó AIX Racing y fichó por Hitech Pulse-Eight.[30]
- DAMS Lucas Oil fichó al debutante singapurense, Christian Ho.[31]
- Van Amersfoort Racing cuenta con Ivan Domingues, proveniente de la Fórmula Regional Europea.[32] Días más tarde, el equipo neerlandés completó su alineación con Santiago Ramos, expiloto de Trident.[33]
- AIX Racing cuenta con el debutante italiano Nicola Marinangeli.[34]
- En Melbourne, Nikita Bedrin ocupó el tercer asiento de AIX Racing.[35]

#### En temporada
- El campeón 2024 de la F4 Italiana, Freddie Slater, se unió al equipo AIX Racing en sustitución de Nikita Bedrin para la segunda ronda.[36]
- El campeón 2024 de Eurofórmula Open, Brad Benavides, ocupa el tercer asiento de AIX Racing hasta el final de la temporada y es su regreso a la FIA F3 tras su participación en 2022.[37] Un día después, el equipo alemán anunció a James Hedley como reemplazo de Javier Sagrera para disputar lo que queda del año.[38]
- Hitech TGR anunció al mexicano Jesse Carrasquedo Jr. como sustituto de Joshua Dufek en las rondas de Barcelona y Spielberg.[39]
- AIX Racing anunció a José Garfias como sustituto de James Hedley en Barcelona, luego de que el británico resultara lesionado en una de sus manos en la ronda de Montecarlo.[40]
- Nicola Lacorte acumuló 14 puntos de sanción en su licencia en la ronda de Barcelona y fue suspendido sin correr la ronda posterior.[41] En su lugar estuvo presente Nikita Johnson, proveniente del Campeonato GB3 y la Indy NXT.[42]
- Para la ronda siguiente, Johnson se unió a Hitech TGR en reemplazo de Jesse Carrasquedo Jr..[43]
- Freddie Slater volverá a hacer su aparición en la Fórmula 3, esta vez en el asiento n.º 15 de Hitech TGR durante la ronda de Spa-Francorchamps.[44]

## Calendario
| Rondas  | Rondas | Circuito                                     | País        | Fecha           |
| ------- | ------ | -------------------------------------------- | ----------- | --------------- |
| 1       | C1     | Circuito de Albert Park, Melbourne           | Australia   | 15 de marzo     |
| 1       | C2     | Circuito de Albert Park, Melbourne           | Australia   | 16 de marzo     |
| 2       | C1     | Circuito Internacional de Baréin, Sakhir     | Baréin      | 12 de abril     |
| 2       | C2     | Circuito Internacional de Baréin, Sakhir     | Baréin      | 13 de abril     |
| 3       | C1     | Autodromo Enzo e Dino Ferrari, Imola         | Italia      | 17 de mayo      |
| 3       | C2     | Autodromo Enzo e Dino Ferrari, Imola         | Italia      | 18 de mayo      |
| 4       | C1     | Circuito de Mónaco, Montecarlo               | Mónaco      | 24 de mayo      |
| 4       | C2     | Circuito de Mónaco, Montecarlo               | Mónaco      | 25 de mayo      |
| 5       | C1     | Circuito de Barcelona-Cataluña, Montmeló     | España      | 31 de mayo      |
| 5       | C2     | Circuito de Barcelona-Cataluña, Montmeló     | España      | 1 de junio      |
| 6       | C1     | Red Bull Ring, Spielberg                     | Austria     | 28 de junio     |
| 6       | C2     | Red Bull Ring, Spielberg                     | Austria     | 29 de junio     |
| 7       | C1     | Circuito de Silverstone, Silverstone         | Reino Unido | 5 de julio      |
| 7       | C2     | Circuito de Silverstone, Silverstone         | Reino Unido | 6 de julio      |
| 8       | C1     | Circuito de Spa-Francorchamps, Francorchamps | Bélgica     | 26 de julio     |
| 8       | C2     | Circuito de Spa-Francorchamps, Francorchamps | Bélgica     | 27 de julio     |
| 9       | C1     | Hungaroring, Mogyoród                        | Hungría     | 2 de agosto     |
| 9       | C2     | Hungaroring, Mogyoród                        | Hungría     | 3 de agosto     |
| 10      | C1     | Autodromo Nazionale di Monza, Monza          | Italia      | 6 de septiembre |
| 10      | C2     | Autodromo Nazionale di Monza, Monza          | Italia      | 7 de septiembre |
| Fuente: |        |                                              |             |                 |

## Resultados

### Entrenamientos

#### Pretemporada
| Circuito  | Fecha         | Sesión | Mejor clasificado | Mejor clasificado | Mejor clasificado | Mejor clasificado |
| Circuito  | Fecha         | Sesión | Piloto            | Escudería         | Tiempo            | Vueltas           |
| --------- | ------------- | ------ | ----------------- | ----------------- | ----------------- | ----------------- |
| Barcelona | 19 de febrero | Mañana | Callum Voisin     | Rodin Motorsport  | 1:27.959          | 38                |
| Barcelona | 19 de febrero | Tarde  | Noel León         | Prema Racing      | 1:27.711          | 36                |
| Barcelona | 20 de febrero | Mañana | Nikola Tsolov     | Campos Racing     | 1:26.618          | 46                |
| Barcelona | 20 de febrero | Tarde  | Nikola Tsolov     | Campos Racing     | 1:27.249          | 48                |
| Barcelona | 21 de febrero | Mañana | Rafael Câmara     | Trident           | 1:42.570          | 30                |
| Barcelona | 21 de febrero | Tarde  | Callum Voisin     | Rodin Motorsport  | 1:39.031          | 38                |

#### En temporada
| Circuito | Fecha       | Sesión | Mejor clasificado | Mejor clasificado | Mejor clasificado | Mejor clasificado |
| Circuito | Fecha       | Sesión | Piloto            | Escudería         | Tiempo            | Vueltas           |
| -------- | ----------- | ------ | ----------------- | ----------------- | ----------------- | ----------------- |
| Sakhir   | 26 de marzo | Mañana | Nikola Tsolov     | Campos Racing     | 1:49.336          | 12                |
| Sakhir   | 26 de marzo | Tarde  | Nikola Tsolov     | Campos Racing     | 1:48.901          | 25                |
| Sakhir   | 27 de marzo | Mañana | Louis Sharp       | Rodin Motorsport  | 1:48.703          | 28                |
| Sakhir   | 27 de marzo | Tarde  | Mari Boya         | Campos Racing     | 1:48.640          | 33                |
| Sakhir   | 28 de marzo | Mañana | Rafael Câmara     | Trident           | 1:48.252          | 31                |
| Sakhir   | 28 de marzo | Tarde  | Rafael Câmara     | Trident           | 1:48.673          | 34                |

### Temporada
| Ronda | Ronda | Ronda             | Pole Position  | Vuelta rápida            | Piloto ganador           | Escudería ganadora    | Resultados |
| ----- | ----- | ----------------- | -------------- | ------------------------ | ------------------------ | --------------------- | ---------- |
| 1     | 1     | Melbourne         |                | Martinius Stenshorne     | Santiago Ramos           | Van Amersfoort Racing | Resultados |
| 1     | 2     | Melbourne         | Rafael Câmara  | Rafael Câmara            | Rafael Câmara            | Trident               | Resultados |
| 2     | 1     | Sakhir            |                | Freddie Slater           | Nikola Tsolov            | Campos Racing         | Resultados |
| 2     | 2     | Sakhir            | Rafael Câmara  | Rafael Câmara            | Rafael Câmara            | Trident               | Resultados |
| 3     | 1     | Imola             |                | Noah Strømsted           | Tim Tramnitz             | MP Motorsport         | Resultados |
| 3     | 2     | Imola             | Rafael Câmara  | Noah Strømsted           | Santiago Ramos           | Van Amersfoort Racing | Resultados |
| 4     | 1     | Montecarlo        |                | Martinius Stenshorne     | Martinius Stenshorne     | Hitech TGR            | Resultados |
| 4     | 2     | Montecarlo        | Nikola Tsolov  | Nikola Tsolov            | Nikola Tsolov            | Campos Racing         | Resultados |
| 5     | 1     | Barcelona         |                | Santiago Ramos           | Ivan Domingues           | Van Amersfoort Racing | Resultados |
| 5     | 2     | Barcelona         | Rafael Câmara  | Rafael Câmara            | Rafael Câmara            | Trident               | Resultados |
| 6     | 1     | Spielberg         |                | Martinius Stenshorne     | James Wharton            | ART Grand Prix        | Resultados |
| 6     | 2     | Spielberg         | Nikola Tsolov  | Mari Boya                | Martinius Stenshorne     | Hitech TGR            | Resultados |
| 7     | 1     | Silverstone       |                | Tasanapol Inthraphuvasak | Tasanapol Inthraphuvasak | Campos Racing         | Resultados |
| 7     | 2     | Silverstone       | Nikola Tsolov  | Laurens van Hoepen       | Mari Boya                | Campos Racing         | Resultados |
| 8     | 1     | Spa-Francorchamps |                | Noah Strømsted           | Noah Strømsted           | Trident               | Resultados |
| 8     | 2     | Spa-Francorchamps | Brad Benavides | Cancelada                | Cancelada                | Cancelada             | Resultados |
| 9     | 1     | Budapest          |                | Ugo Ugochukwu            | Tasanapol Inthraphuvasak | Campos Racing         | Resultados |
| 9     | 2     | Budapest          | Rafael Câmara  | Mari Boya                | Rafael Câmara            | Trident               | Resultados |
| 10    | 1     | Monza             |                |                          |                          |                       | Resultados |
| 10    | 2     | Monza             |                |                          |                          |                       | Resultados |

## Clasificaciones

### Sistema de puntuación
Puntos de carrera 1
| Posición | 1.º | 2.º | 3.º | 4.º | 5.º | 6.º | 7.º | 8.º | 9.º | 10.º | VR |
| Puntos   | 10  | 9   | 8   | 7   | 6   | 5   | 4   | 3   | 2   | 1    | 1  |

Puntos de carrera 2
| Posición | 1.º | 2.º | 3.º | 4.º | 5.º | 6.º | 7.º | 8.º | 9.º | 10.º | Pole | VR |
| Puntos   | 25  | 18  | 15  | 12  | 10  | 8   | 6   | 4   | 2   | 1    | 2    | 1  |

### Campeonato de Pilotos
| Pos. | Piloto                   | MEL | MEL | SAK | SAK | IMO | IMO | MON | MON | BAR | BAR | SPI | SPI | SIL | SIL | SPA | SPA | BUD | BUD | MNZ | MNZ | Puntos |
| ---- | ------------------------ | --- | --- | --- | --- | --- | --- | --- | --- | --- | --- | --- | --- | --- | --- | --- | --- | --- | --- | --- | --- | ------ |
| 1    | Rafael Câmara            | Ret | 1   | 12  | 1   | 11  | 3   | 7   | Ret | Ret | 1   | 9   | 5   | 8   | 22  | 5   | C   | 8   | 1   |     |     | 156    |
| 2    | Mari Boya                | 13  | 17  | 15  | 8   | Ret | 5   | 8   | 3   | 7   | 22  | 5   | 3   | 3   | 1   | 14  | C   | 7   | 2   |     |     | 108    |
| 3    | Nikola Tsolov            | 8   | Ret | 1   | 5   | 3   | 9   | 24  | 1   | 3   | 5   | 3   | DSQ | 29  | 20  | 4   | C   | 15  | 6   |     |     | 106    |
| 4    | Tim Tramnitz             | NC  | 5   | 6   | 3   | 1   | 6   | 5   | 5   | Ret | 7   | 6   | 2   | 11  | 18  | 12  | C   | 13  | 13  |     |     | 93     |
| 5    | Martinius Stenshorne     | 2   | 8   | 5   | 18  | 13  | 11  | 1   | 8   | Ret | 9   | 7   | 1   | 2   | 17  | 7   | C   | 22  | 26  |     |     | 80     |
| 6    | Noah Strømsted           | Ret | 2   | 10  | 6   | 6   | 2   | Ret | 18  | Ret | 8   | 20  | 7   | 13  | 28  | 1   | C   | 17  | 12  |     |     | 73     |
| 7    | Théophile Naël           | 7   | 3   | Ret | 15  | 20  | 26  | 16  | 22† | 5   | 2   | 11  | 10  | 19  | 2   | 22  | C   | 9   | 5   |     |     | 70     |
| 8    | Tuukka Taponen           | 14  | 20  | 3   | 4   | 7   | 4   | 2   | 7   | Ret | 19  | Ret | 20  | 18  | 10  | 18  | C   | 11  | 3   |     |     | 67     |
| 9    | Alessandro Giusti        | 11  | 25  | 7   | 7   | 10  | 7   | 4   | 10  | 6   | 3   | 2   | 12  | 12  | 14  | 10  | C   | Ret | 9   |     |     | 57     |
| 10   | Charlie Wurz             | Ret | 6   | 9   | 11  | 23  | 16  | 6   | Ret | 14  | 13  | Ret | 6   | 9   | 16  | 3   | C   | 3   | 4   |     |     | 53     |
| 11   | Laurens van Hoepen       | Ret | 12  | 16  | 12  | 17  | 10  | 3   | 6   | 4   | 4   | 12  | DSQ | 4   | 7   | 23  | C   | 19  | 8   |     |     | 52     |
| 12   | Tasanapol Inthraphuvasak | 4   | 7   | 18  | 16  | 19  | 17  | 23  | 13  | 9   | 11  | 4   | 15  | 1   | 13  | 6   | C   | 1   | 10  |     |     | 49     |
| 13   | Roman Bilinski           | 3   | 9   | 20  | 13  | 5   | 8   | 11  | 2   | Ret | Ret | 15  | 23  | 10  | 4   | 13  | C   | 14  | 14  |     |     | 49     |
| 14   | Santiago Ramos           | 1   | 16  | Ret | 14  | 27† | 1   | Ret | 16  | 2   | Ret | 13  | 27  | 15  | 8   | 21  | C   | 12  | 19  |     |     | 48     |
| 15   | Callum Voisin            | 9   | Ret | 4   | 2   | 26  | 18  | 10  | 4   | 16  | 10  | 8   | 8   | 22  | 19  | 17  | C   | 18  | 15  |     |     | 48     |
| 16   | Ugo Ugochukwu            | 12  | 10  | Ret | 27  | 8   | 14  | 13  | 14  | 22  | 20  | 16  | 4   | 5   | 21  | 2   | C   | 2   | Ret |     |     | 41     |
| 17   | James Wharton            | Ret | 21  | 13  | 28  | 22  | 13  | 21  | 11  | 8   | 16  | 1   | 14  | 16  | 6   | 20  | C   | 5   | 27† |     |     | 25     |
| 18   | Noel León                | 10  | 13  | 11  | 17  | 9   | 28† | Ret | Ret | 10  | 18  | 10  | 11  | 7   | 3   | 15  | C   | Ret | 17  |     |     | 21     |
| 19   | Ivan Domingues           | 21  | 19  | Ret | 19  | 25  | Ret | Ret | 20  | 1   | 6   | Ret | 21  | 17  | 11  | 29  | C   | 24  | 24  |     |     | 18     |
| 20   | Nikita Bedrin            | 6   | 4   |     |     |     |     |     |     |     |     |     |     |     |     |     |     |     |     |     |     | 17     |
| 21   | Christian Ho             | 15  | Ret | 8   | 10  | 21  | 21  | 15  | 13  | 11  | 14  | Ret | 24  | 6   | 5   | 28  | C   | 20  | 20  |     |     | 17     |
| 22   | Bruno del Pino           | Ret | 23  | 18  | 9   | 2   | 27  | 22  | NC  | 12  | 17  | 22  | 19  | 20  | 9   | 8   | C   | 25  | 25  |     |     | 16     |
| 23   | Brando Badoer            | 19  | 26  | 22  | 21  | 16  | 19  | 20  | Ret | 17  | Ret | 23  | Ret | Ret | 12  | 9   | C   | 6   | 7   |     |     | 13     |
| 24   | Louis Sharp              | 18  | 14  | 14  | 23  | 4   | 12  | 9   | 9   | 13  | 12  | Ret | 16  | 21  | Ret | 25  | C   | 16  | 11  |     |     | 11     |
| 25   | Freddie Slater           |     |     | 2   | Ret |     |     |     |     |     |     |     |     |     |     | 26  | C   |     |     |     |     | 10     |
| 26   | James Hedley             |     |     |     |     | 18  | 23  | Ret | WD  |     |     | DSQ | 26  | 26  | 27  | 24  | C   | 4   | 22  |     |     | 7      |
| 27   | Matías Zagazeta          | 5   | 22  | 17  | 29  | Ret | 22  | 17  | 15  | 18  | 15  | 17  | 18  | 25  | 24  | Ret | C   | 26  | 16  |     |     | 6      |
| 28   | Brad Benavides           |     |     |     |     | 12  | 24  | 12  | Ret | 15  | 24  | Ret | 9   | 14  | Ret | 19  | C   | Ret | Ret |     |     | 4      |
| 29   | Gerrard Xie              | 16  | 18  | 21  | 26  | 24  | 20  | 18  | 19  | 20  | 21  | 21  | 17  | 24  | 25  | 11  | C   | 10  | Ret |     |     | 1      |
| 30   | Joshua Dufek             | 22  | 11  | Ret | 22  | 14  | 15  | 14  | 17  |     |     |     |     |     |     |     |     |     |     |     |     | 0      |
| 31   | Jesse Carrasquedo Jr.    |     |     |     |     |     |     |     |     | 23  | 25  | 14  | 13  |     |     |     |     |     |     |     |     | 0      |
| 32   | Nicola Lacorte           | 17  | 24  | Ret | 20  | 15  | 25  | Ret | Ret | 19  | 26† | EX  | EX  | 23  | 15  | 16  | C   | Ret | 18  |     |     | 0      |
| 33   | Javier Sagrera           | Ret | 15  | 23  | 24  |     |     |     |     |     |     |     |     |     |     |     |     |     |     |     |     | 0      |
| 34   | Nikita Johnson           |     |     |     |     |     |     |     |     |     |     | 18  | 22  | 27  | 23  |     |     | 23  | 21  |     |     | 0      |
| 35   | Nicola Marinangeli       | 20  | 27  | Ret | 25  | Ret | Ret | 19  | 21  | 21  | 23  | 19  | 25  | 28  | 26  | 27  | C   | 21  | 23  |     |     | 0      |
| 36   | José Garfias             |     |     |     |     |     |     |     |     | 24† | Ret |     |     |     |     |     |     |     |     |     |     | 0      |
| Pos. | Piloto                   | MEL | MEL | SAK | SAK | IMO | IMO | MON | MON | BAR | BAR | SPI | SPI | SIL | SIL | SPA | SPA | BUD | BUD | MNZ | MNZ | Puntos |

| Color     | Resultado              |
| --------- | ---------------------- |
| Oro       | Ganador                |
| Plata     | 2.ª plaza              |
| Bronce    | 3.ª plaza              |
| Verde     | Finalizó en los puntos |
| Azul      | Finalizó sin puntos    |
| Azul      | NC - No clasificado    |
| Violeta   | Ret - No terminó       |
| Rojo      | DNQ - No se clasificó  |
| Negro     | DSQ - Descalificado    |
| Blanco    | DNS - No empezó        |
| Blanco    | WD - Retirado          |
| Blanco    | C - Carrera cancelada  |
| Sin color | DNP - No participó     |
| Sin color | INJ - Lesionado        |
| Sin color | EX - Excluido          |

| Estado  | Resultado |
| ------- | --- |
| Negrita | Pole position |
| Cursiva | Vuelta rápida puntuable, el piloto cumplió los requisitos para ser bonificado con uno o más puntos por lograr la vuelta rápida |
| †       | Abandona, pero clasifica al completar el porcentaje requerido para ello                                                        |

Fuente: Fórmula 3.

### Campeonato de Escuderías
| Pos. | Escudería             | N.º | MEL | MEL | SAK | SAK | IMO | IMO | MON | MON | BAR | BAR | SPI | SPI | SIL | SIL | SPA | SPA | BUD | BUD | MNZ | MNZ | Puntos |
| ---- | --------------------- | --- | --- | --- | --- | --- | --- | --- | --- | --- | --- | --- | --- | --- | --- | --- | --- | --- | --- | --- | --- | --- | ------ |
| 1    | Trident               | 4   | Ret | 2   | 10  | 6   | 6   | 2   | Ret | 18  | Ret | 8   | 20  | 7   | 13  | 28  | 1   | C   | 17  | 12  |     |     | 282    |
| 1    | Trident               | 5   | Ret | 1   | 12  | 1   | 11  | 3   | 7   | Ret | Ret | 1   | 9   | 5   | 8   | 22  | 5   | C   | 8   | 1   |     |     | 282    |
| 1    | Trident               | 6   | Ret | 6   | 9   | 11  | 23  | 16  | 6   | Ret | 14  | 13  | Ret | 6   | 9   | 16  | 3   | C   | 3   | 4   |     |     | 282    |
| 2    | Campos Racing         | 10  | 13  | 17  | 15  | 8   | Ret | 5   | 8   | 3   | 7   | 22  | 5   | 3   | 3   | 1   | 14  | C   | 7   | 2   |     |     | 263    |
| 2    | Campos Racing         | 11  | 4   | 7   | 18  | 16  | 19  | 17  | 23  | 13  | 9   | 11  | 4   | 15  | 1   | 13  | 6   | C   | 1   | 10  |     |     | 263    |
| 2    | Campos Racing         | 12  | 8   | Ret | 1   | 5   | 3   | 9   | 24  | 1   | 3   | 5   | 3   | DSQ | 29  | 20  | 4   | C   | 15  | 6   |     |     | 263    |
| 3    | MP Motorsport         | 17  | NC  | 5   | 6   | 3   | 1   | 6   | 5   | 5   | Ret | 7   | 6   | 2   | 11  | 18  | 12  | C   | 13  | 13  |     |     | 166    |
| 3    | MP Motorsport         | 18  | Ret | 23  | 18  | 9   | 2   | 27  | 22  | NC  | 12  | 17  | 22  | 19  | 20  | 9   | 8   | C   | 25  | 25  |     |     | 166    |
| 3    | MP Motorsport         | 19  | 11  | 25  | 7   | 7   | 10  | 7   | 4   | 10  | 6   | 3   | 2   | 12  | 12  | 14  | 10  | C   | Ret | 9   |     |     | 166    |
| 4    | ART Grand Prix        | 7   | Ret | 12  | 16  | 12  | 17  | 10  | 3   | 6   | 4   | 4   | 12  | DSQ | 4   | 7   | 23  | C   | 19  | 8   |     |     | 144    |
| 4    | ART Grand Prix        | 8   | 14  | 20  | 3   | 4   | 7   | 4   | 2   | 7   | Ret | 19  | Ret | 20  | 18  | 10  | 18  | C   | 11  | 3   |     |     | 144    |
| 4    | ART Grand Prix        | 9   | Ret | 21  | 13  | 28  | 22  | 13  | 21  | 11  | 8   | 16  | 1   | 14  | 16  | 6   | 20  | C   | 5   | 27† |     |     | 144    |
| 5    | Van Amersfoort Racing | 20  | 7   | 3   | Ret | 15  | 20  | 26  | 16  | 22† | 5   | 2   | 11  | 10  | 19  | 2   | 22  | C   | 9   | 5   |     |     | 136    |
| 5    | Van Amersfoort Racing | 21  | 1   | 16  | Ret | 14  | 27† | 1   | Ret | 16  | 2   | Ret | 13  | 27  | 15  | 8   | 21  | C   | 12  | 19  |     |     | 136    |
| 5    | Van Amersfoort Racing | 22  | 21  | 19  | Ret | 19  | 25  | Ret | Ret | 20  | 1   | 6   | Ret | 21  | 17  | 11  | 29  | C   | 24  | 24  |     |     | 136    |
| 6    | Rodin Motorsport      | 23  | 9   | Ret | 4   | 2   | 26  | 18  | 10  | 4   | 16  | 10  | 8   | 8   | 22  | 19  | 17  | C   | 18  | 15  |     |     | 108    |
| 6    | Rodin Motorsport      | 24  | 18  | 14  | 14  | 23  | 4   | 12  | 9   | 9   | 13  | 12  | Ret | 16  | 21  | Ret | 25  | C   | 16  | 11  |     |     | 108    |
| 6    | Rodin Motorsport      | 25  | 3   | 9   | 20  | 13  | 5   | 8   | 11  | 2   | Ret | Ret | 15  | 23  | 10  | 4   | 13  | C   | 14  | 14  |     |     | 108    |
| 7    | Hitech TGR            | 14  | 2   | 8   | 5   | 18  | 13  | 11  | 1   | 8   | Ret | 9   | 7   | 1   | 2   | 17  | 7   | C   | 22  | 26  |     |     | 81     |
| 7    | Hitech TGR            | 15  | 22  | 11  | Ret | 22  | 14  | 15  | 14  | 17  | 23  | 25  | 14  | 13  | 27  | 23  | 26  | C   |     | 21  |     |     | 81     |
| 7    | Hitech TGR            | 16  | 16  | 18  | 21  | 26  | 24  | 20  | 18  | 19  | 20  | 21  | 21  | 17  | 24  | 25  | 11  | C   | 10  | Ret |     |     | 81     |
| 8    | Prema Racing          | 1   | 19  | 26  | 22  | 21  | 16  | 19  | 20  | Ret | 17  | Ret | 23  | Ret | Ret | 12  | 9   | C   | 6   | 7   |     |     | 75     |
| 8    | Prema Racing          | 2   | 10  | 13  | 11  | 17  | 9   | 28† | Ret | Ret | 10  | 18  | 10  | 11  | 7   | 3   | 15  | C   | Ret | 17  |     |     | 75     |
| 8    | Prema Racing          | 3   | 12  | 10  | Ret | 27  | 8   | 14  | 13  | 14  | 22  | 20  | 16  | 4   | 5   | 21  | 2   | C   | 2   | Ret |     |     | 75     |
| 9    | AIX Racing            | 26  | Ret | 15  | 23  | 24  | 18  | 23  | Ret | WD  | 24† | Ret | DSQ | 26  | 26  | 27  | 24  | C   | 4   | 22  |     |     | 38     |
| 9    | AIX Racing            | 27  | 20  | 27  | Ret | 25  | Ret | Ret | 19  | 21  | 21  | 23  | 19  | 25  | 28  | 26  | 27  | C   | 21  | 23  |     |     | 38     |
| 9    | AIX Racing            | 28  | 6   | 4   | 2   | Ret | 12  | 24  | 12  | Ret | 15  | 24  | Ret | 9   | 14  | Ret | 19  | C   | Ret | Ret |     |     | 38     |
| 10   | DAMS Lucas Oil        | 29  | 17  | 24  | Ret | 20  | 15  | 25  | Ret | Ret | 19  | 26† | 18  | 22  | 23  | 15  | 16  | C   | Ret | 18  |     |     | 23     |
| 10   | DAMS Lucas Oil        | 30  | 5   | 22  | 17  | 29  | Ret | 22  | 17  | 15  | 18  | 15  | 17  | 18  | 25  | 24  | Ret | C   | 26  | 16  |     |     | 23     |
| 10   | DAMS Lucas Oil        | 31  | 15  | Ret | 8   | 10  | 21  | 21  | 15  | 13  | 11  | 14  | Ret | 24  | 6   | 5   | 28  | C   | 20  | 20  |     |     | 23     |
| Pos. | Escudería             | N.º | MEL | MEL | SAK | SAK | IMO | IMO | MON | MON | BAR | BAR | SPI | SPI | SIL | SIL | SPA | SPA | BUD | BUD | MNZ | MNZ | Puntos |

| Color     | Resultado              |
| --------- | ---------------------- |
| Oro       | Ganador                |
| Plata     | 2.ª plaza              |
| Bronce    | 3.ª plaza              |
| Verde     | Finalizó en los puntos |
| Azul      | Finalizó sin puntos    |
| Azul      | NC - No clasificado    |
| Violeta   | Ret - No terminó       |
| Rojo      | DNQ - No se clasificó  |
| Negro     | DSQ - Descalificado    |
| Blanco    | DNS - No empezó        |
| Blanco    | WD - Retirado          |
| Blanco    | C - Carrera cancelada  |
| Sin color | DNP - No participó     |
| Sin color | INJ - Lesionado        |
| Sin color | EX - Excluido          |

| Estado  | Resultado |
| ------- | --- |
| Negrita | Pole position |
| Cursiva | Vuelta rápida puntuable, el piloto cumplió los requisitos para ser bonificado con uno o más puntos por lograr la vuelta rápida |
| †       | Abandona, pero clasifica al completar el porcentaje requerido para ello                                                        |

Fuente: Fórmula 3.

### Citas
1. ↑  «Thoughts of a Champion - Rafael Câmara». Fórmula 3 (en inglés). Formula Motorsport Limited. 3 de agosto de 2025. Consultado el 3 de agosto de 2025.
2. ↑  «FIA Formula 3 next generation car unveiled in Monza». FIAFormula3® - The Official F3® Website (en inglés). Consultado el 28 de septiembre de 2024.
3. 1 2  «Ten teams selected for the 2025-2027 FIA Formula 3 seasons». Fórmula 3 (en inglés). Formula Motorsport Limited. 11 de octubre de 2024. Consultado el 11 de octubre de 2024.
4. ↑  «TEAMS & DRIVERS Formula 3 2025». Fórmula 3 (en inglés). Formula Motorsport Limited. Consultado el 19 de febrero de 2025.
5. ↑  Gascoigne, Roger (5 de agosto de 2024). «Jenzer to end 15-year run in F1 support series as it confirms FIA F3 exit». FormulaScout.com (en inglés). Consultado el 13 de septiembre de 2024.
6. ↑  «Charlie Wurz switches to Trident for 2025 Formula 3 season». Fórmula 3 (en inglés). Formula Motorsport Limited. 27 de septiembre de 2024. Consultado el 27 de septiembre de 2024.
7. ↑  «Mari Boya returns with Campos Racing for 2025 season». Fórmula 3 (en inglés). Formula Motorsport Limited. 1 de octubre de 2024. Consultado el 1 de octubre de 2024.
8. ↑  «Ugo Ugochukwu signs with PREMA Racing for the 2025 season». Fórmula 3 (en inglés). Formula Motorsport Limited. 1 de octubre de 2024. Consultado el 1 de octubre de 2024.
9. ↑  «Rodin Motorsport confirm Louis Sharp as first signing for the 2025 season». Fórmula 3 (en inglés). Formula Motorsport Limited. 4 de octubre de 2024. Consultado el 4 de octubre de 2024.
10. ↑  «Tasanapol Inthraphuvasak moves to Campos Racing for 2025 season». Fórmula 3 (en inglés). Formula Motorsport Limited. 7 de octubre de 2024. Consultado el 7 de octubre de 2024.
11. ↑  «Brando Badoer joins PREMA Racing and McLaren Development Programme for 2025 season». Fórmula 3 (en inglés). Formula Motorsport Limited. 7 de octubre de 2024. Consultado el 7 de octubre de 2024.
12. ↑  «Trident sign Noah Stromsted for the 2025 Formula 3 campaign». Fórmula 3 (en inglés). Formula Motorsport Limited. 7 de octubre de 2024. Consultado el 7 de octubre de 2024.
13. ↑  «Gerrard Xie signs with Hitech Pulse-Eight for the 2025 season». Fórmula 3 (en inglés). Formula Motorsport Limited. 7 de octubre de 2024. Consultado el 7 de octubre de 2024.
14. ↑  «Laurens van Hoepen returns with ART Grand Prix for 2025 F3 campaign». Fórmula 3 (en inglés). Formula Motorsport Limited. 7 de octubre de 2024. Consultado el 7 de octubre de 2024.
15. ↑  «Hitech Pulse-Eight retain Martinius Stenshorne for 2025 Formula 3 season». Fórmula 3 (en inglés). Formula Motorsport Limited. 7 de octubre de 2024. Consultado el 7 de octubre de 2024.
16. ↑  «Tuukka Taponen steps up to Formula 3 with ART Grand Prix for 2025». Fórmula 3 (en inglés). Formula Motorsport Limited. 8 de octubre de 2024. Consultado el 8 de octubre de 2024.
17. ↑  «Rafael Camara completes Trident’s 2025 Formula 3 line-up». Fórmula 3 (en inglés). Formula Motorsport Limited. 8 de octubre de 2024. Consultado el 8 de octubre de 2024.
18. ↑  «James Wharton confirmed by ART Grand Prix for 2025 season». Fórmula 3 (en inglés). Formula Motorsport Limited. 14 de octubre de 2024. Consultado el 14 de octubre de 2024.
19. ↑  «PREMA Racing sign Noel León for 2025 campaign». Fórmula 3 (en inglés). Formula Motorsport Limited. 14 de octubre de 2024. Consultado el 14 de octubre de 2024.
20. ↑  «Tim Tramnitz stays with MP Motorsport for the 2025 Formula 3 season». Fórmula 3 (en inglés). Formula Motorsport Limited. 21 de octubre de 2024. Consultado el 21 de octubre de 2024.
21. ↑  «Matías Zagazeta becomes first confirmed DAMS Lucas Oil driver for 2025». Fórmula 3 (en inglés). Formula Motorsport Limited. 22 de octubre de 2024. Consultado el 22 de octubre de 2024.
22. ↑  «Bruno Del Pino joins MP Motorsport for 2025 campaign». Fórmula 3 (en inglés). Formula Motorsport Limited. 23 de octubre de 2024. Consultado el 23 de octubre de 2024.
23. ↑  «Callum Voisin returns with Rodin Motorsport for 2025 campaign». Fórmula 3 (en inglés). Formula Motorsport Limited. 29 de octubre de 2024. Consultado el 29 de octubre de 2024.
24. ↑  «Nicola Lacorte joins DAMS Lucas Oil for 2025 season». Fórmula 3 (en inglés). Formula Motorsport Limited. 29 de octubre de 2024. Consultado el 29 de octubre de 2024.
25. ↑  «Roman Bilinski completes Rodin Motorsport’s 2025 Formula 3 lineup». Fórmula 3 (en inglés). Formula Motorsport Limited. 5 de noviembre de 2024. Consultado el 5 de noviembre de 2024.
26. ↑  «Campos Racing sign Nikola Tsolov for the 2025 Formula 3 season». Fórmula 3 (en inglés). Formula Motorsport Limited. 5 de noviembre de 2024. Consultado el 5 de noviembre de 2024.
27. ↑  «Van Amersfoort Racing confirm Théophile Nael for 2025 campaign». Fórmula 3 (en inglés). Formula Motorsport Limited. 28 de noviembre de 2024. Consultado el 28 de noviembre de 2024.
28. ↑  «AIX Racing confirm Javier Sagrera as first signing for 2025 campaign». Fórmula 3 (en inglés). Formula Motorsport Limited. 30 de noviembre de 2024. Consultado el 30 de noviembre de 2024.
29. ↑  «MP Motorsport confirm Alessandro Giusti for 2025 F3 campaign». Fórmula 3 (en inglés). Formula Motorsport Limited. 3 de diciembre de 2024. Consultado el 3 de diciembre de 2024.
30. ↑  «Joshua Dufek joins Hitech Pulse-Eight for 2025 season». Fórmula 3 (en inglés). Formula Motorsport Limited. 4 de diciembre de 2024. Consultado el 4 de diciembre de 2024.
31. ↑  «DAMS Lucas Oil finalise 2025 line-up with the signing of Christian Ho». Fórmula 3 (en inglés). Formula Motorsport Limited. 15 de enero de 2025. Consultado el 15 de enero de 2025.
32. ↑  «Van Amersfoort Racing confirm Ivan Domingues for 2025 campaign». Fórmula 3 (en inglés). Formula Motorsport Limited. 16 de enero de 2025. Consultado el 16 de enero de 2025.
33. ↑  «Van Amersfoort Racing finalise 2025 lineup with Santiago Ramos». Fórmula 3 (en inglés). Formula Motorsport Limited. 26 de enero de 2025. Consultado el 26 de enero de 2025.
34. ↑  «AIX Racing confirm the signing of Nicola Marinangeli for 2025 season». Fórmula 3 (en inglés). Formula Motorsport Limited. 17 de febrero de 2025. Consultado el 17 de febrero de 2025.
35. ↑  «AIX Racing confirm Nikita Bedrin for Melbourne». Fórmula 3 (en inglés). Formula Motorsport Limited. 7 de marzo de 2025. Consultado el 7 de marzo de 2025.
36. ↑  «AIX Racing confirm Freddie Slater for Round 2 in Sakhir». Fórmula 3 (en inglés). Formula Motorsport Limited. 4 de abril de 2025. Consultado el 4 de abril de 2025.
37. ↑  «AIX Racing confirm the signing of Brad Benavides for the remainder of the 2025 season». Fórmula 3 (en inglés). Formula Motorsport Limited. 9 de mayo de 2025. Consultado el 9 de mayo de 2025.
38. ↑  «AIX Racing confirm James Hedley for the rest of the 2025 season». Fórmula 3 (en inglés). Formula Motorsport Limited. 10 de mayo de 2025. Consultado el 10 de mayo de 2025.
39. ↑  «Hitech TGR confirm Jesse Carrasquedo for Barcelona and Spielberg». Fórmula 3 (en inglés). Formula Motorsport Limited. 28 de mayo de 2025. Consultado el 28 de mayo de 2025.
40. ↑  «Jose Garfias to replace James Hedley for AIX Racing in Barcelona». Fórmula 3 (en inglés). Formula Motorsport Limited. 28 de mayo de 2025. Consultado el 28 de mayo de 2025.
41. ↑  «Lacorte handed one round suspension, Bilinski and Carrasquedo penalised following Barcelona Feature Race». Fórmula 3 (en inglés). Formula Motorsport Limited. 1 de junio de 2025. Consultado el 1 de junio de 2025.
42. ↑  «PREVIEW: The second half of the season starts at Round 6 in Spielberg». Fórmula 3 (en inglés). Formula Motorsport Limited. 26 de junio de 2025. Consultado el 26 de junio de 2025.
43. ↑  «Hitech TGR confirms Nikita Johnson at Silverstone round». Fórmula 3 (en inglés). Formula Motorsport Limited. 3 de julio de 2025. Consultado el 3 de julio de 2025.
44. ↑  «Hitech TGR confirm Freddie Slater for Spa-Francorchamps». Fórmula 3 (en inglés). Formula Motorsport Limited. 23 de julio de 2025. Consultado el 23 de julio de 2025.
45. ↑  «2025 FIA Formula 3 Calendar announced». Fórmula 3 (en inglés). Formula Motorsport Limited. 22 de mayo de 2024. Consultado el 13 de septiembre de 2024.
46. ↑  «León fastest on opening day of 2025 pre-season test in Barcelona». Fórmula 3 (en inglés). Formula Motorsport Limited. 19 de febrero de 2025. Consultado el 19 de febrero de 2025.
47. ↑  «Tsolov sweeps Day 2 of Barcelona pre-season testing for Campos Racing». Fórmula 3 (en inglés). Formula Motorsport Limited. 20 de febrero de 2025. Consultado el 20 de febrero de 2025.
48. ↑  «Voisin ends pre-season testing fastest in Barcelona for Rodin Motorsport». Fórmula 3 (en inglés). Formula Motorsport Limited. 21 de febrero de 2025. Consultado el 21 de febrero de 2025.
49. ↑  «Tsolov sweeps opening day of Sakhir in-season test». Fórmula 3 (en inglés). Formula Motorsport Limited. 26 de marzo de 2025. Consultado el 26 de marzo de 2025.
50. ↑  «Boya fastest for Campos Racing on Day 2 of Sakhir in-season testing». Fórmula 3 (en inglés). Formula Motorsport Limited. 27 de marzo de 2025. Consultado el 27 de marzo de 2025.
51. ↑  «TRIDENT’s Rafael Câmara sweeps the final day of the in-season test in Sakhir». Fórmula 3 (en inglés). Formula Motorsport Limited. 28 de marzo de 2025. Consultado el 28 de marzo de 2025.
52. ↑  «Driver Standings for the FIA Formula 3 2025 Championship». Fórmula 3 (en inglés). Formula Motorsport Limited. Consultado el 15 de marzo de 2025.
53. ↑  «Team Standings for the FIA Formula 3 2025 Championship». Fórmula 3 (en inglés). Formula Motorsport Limited. Consultado el 15 de marzo de 2025.